# Martin Laurello
Martin Joe Laurello (su nombre de nacimiento es Martin Emmerling, 1885-1955), también conocido por los nombres artísticos Human Owl (el hombre búho) y Bobby the Boy with the Revolving Head (Bobby, el niño de la cabeza giratoria) era un artista de feria germano-estadounidense y una rareza biológica que podía girar su cabeza 180 grados hacia atrás. Actuó con grupos como Ripley's Believe it or Not, Ringling Brothers y Barnum & Bailey.

## Primeros años y carrera
Laurello nació con el nombre de Martin Emmerling en Alemania, alrededor de 1886.En 1921, junto con un puñado de personas con rarezas biológicas procedentes de Europa, Laurello llegó a Estados Unidos. Laurello podía girar la cabeza 120 grados. En palabras de su compañera de espectáculo Percilla Berjano, conocida como la "Chica Mono", "[Laurello] podía mover la cabeza por completo". Para lograr esta hazaña, supuestamente practicó la rotación de su cabeza durante tres años y también tuvo que "dislocarse varias vértebras". Nacer con la columna ligeramente doblada también podría haber ayudado a Laurello a lograr su acto de flexibilidad.
Durante un tiempo, Laurello fue anunciado en el Bailey Circus como "Bobby, el niño de la cabeza giratoria". Laurello también trabajó en el Museo Hubert, con sede en la ciudad de Nueva York, principalmente durante el invierno, así como en Ringling Brothers y Coney Island. Durante su paso por Ripley's Believe It or Not! en los Odditoriums de los años 30, Laurello consiguió atraer a grandes multitudes. Al actuar, Laurello prefirió ponerse una camiseta blanca. También entrenó perros y gatos para realizar trucos acrobáticos.

## Vida personal
Estuvo en dos matrimonios diferentes; la primera fue Laura [Prechtl] Emmerling (nacida en 1885), y tuvieron un hijo, llamado Alexander Emmerling (1905-1960). Después de su divorcio, conoció y se casó con una mujer llamada Emilie [Wittl] Emmerling (1895-1977), y tuvieron dos hijos juntos: Albert (1922-1945) y Walter Emmerling (1926-1983).
Berjano describió a Laurello como "quizás un nazi" al que "no le gustaba la bandera estadounidense". El 30 de abril de 1931, Laurello fue arrestado por la policía de Baltimore durante una actuación llena de carpa por abandonar a su esposa y a sus dos hijos, después de que ella presentara una denuncia por telegrama. Según los informes, lo encontraron de pie en una plataforma con la espalda y el rostro mirando hacia la multitud, y cuando los dos oficiales lo confrontaron, giró la cabeza y les guiñó un ojo a ambos, luego fue arrestado.